# Strašilo
Strašilo je skulptura u obliku čovjeka koja se obično postavlja u polja zbog plašenja ptica koje se hrane sjemenkama. Najčešće se postavlja stara odjeća na dva štapa u obliku križa dok se glava oblikuje od slame ili stare odjeće. U vinogradima u Hrvatskom zagorju i Sloveniji je popularan tzv. klopotec (drvena vjetrenjača koja pravi zvuk pokretanjem vjetra i tako plaši ptice). Klopotec je posebno popularan u Sloveniji i čini jedan od njezinih simbola.
Strašilo je jedan od likova u popularnoj bajci Čarobnjak iz Oza.